# Episodi di Mamy fa per tre (prima stagione)
Questa voce contiene trame, dettagli e crediti dei registi e degli sceneggiatori della prima stagione della serie televisiva Mamy fa per tre.
Nel Regno Unito, la serie andò in onda sulla ITV dal 27 aprile all'8 giugno 1971.
| n° | Titolo originale   | Titolo italiano | Prima TV UK    | Prima TV Italia |
| -- | ------------------ | --------------- | -------------- | --------------- |
| 1  | Simon's Holiday    |                 | 27 aprile 1971 |                 |
| 2  | Birthday Bike      |                 | 4 maggio 1971  |                 |
| 3  | A Bird in the Hand |                 | 11 maggio 1971 |                 |
| 4  | Get Mobile         |                 | 18 maggio 1971 |                 |
| 5  | School for Love    |                 | 25 maggio 1971 |                 |
| 6  | Pound of Flesh     |                 | 1 giugno 1971  |                 |
| 7  | Mr Mum             |                 | 8 giugno 1971  |                 |